# Río Shepsi
El río Shepsi (del ruso: Шепси) es un río de montaña con muchos afluentes del krai de Krasnodar, en el Cáucaso Occidental, en el sur de Rusia. Discurre completamente por el raión de Tuapsé. Desemboca en el mar Negro en Shepsi.

## Curso
Nace en las laderas meridionales del Cáucaso Occidental, al oeste de Bolshoye Pseushko, en las laderas del monte Pseushko. Tiene 22 km de longitud y una cuenca de 87 km². Discurre predominantemente en dirección suroeste.